# LP
|  | No s'ha de confondre amb LP (cantant). |

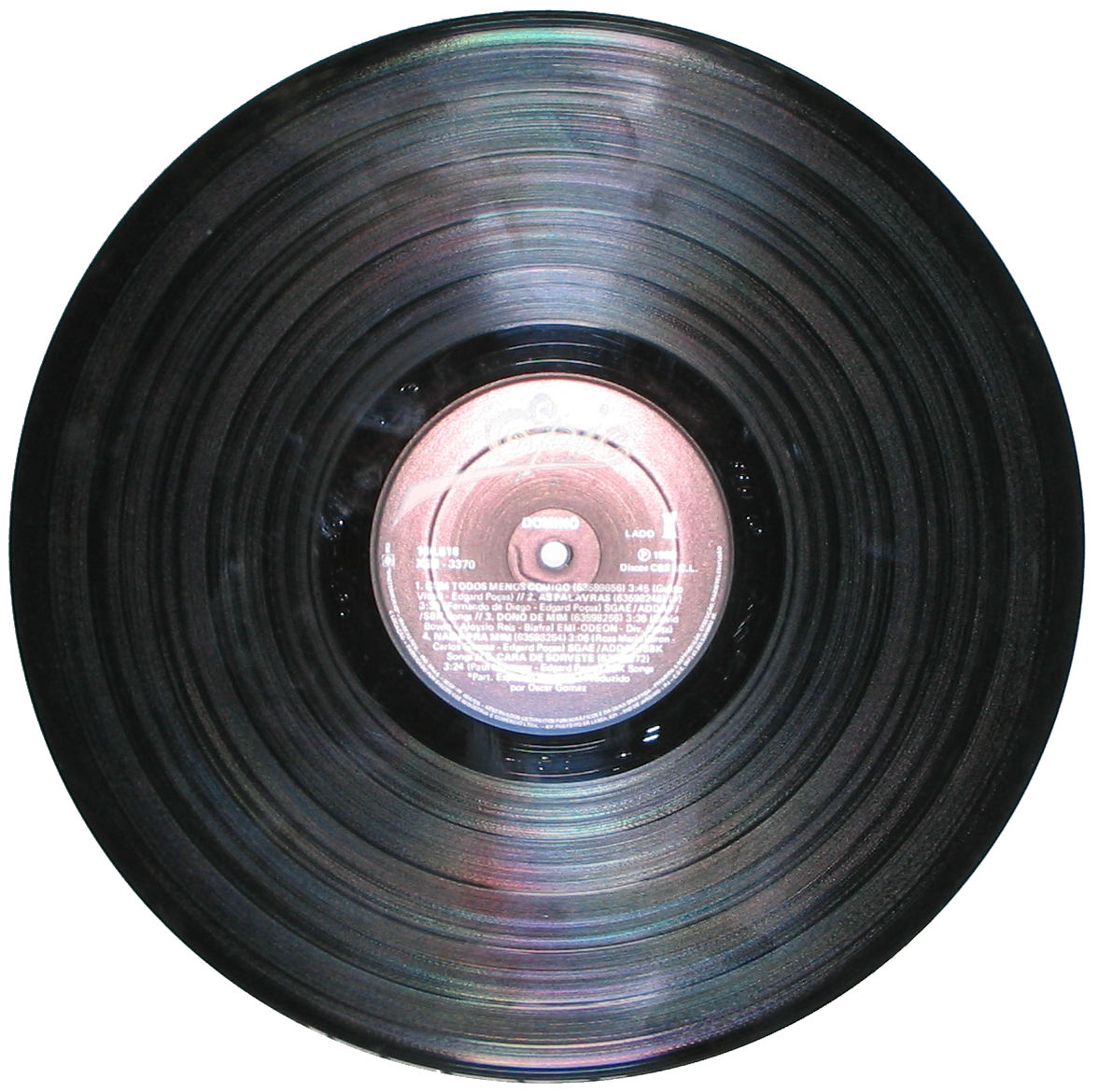
Un LP

Un disc de llarga duració, elapé o long-play és un Disc fonogràfic de vinil de mida gran, i en els quals es pot enregistrar, en format analògic, un màxim d'uns 20-25 minuts de so per cara.
També es pot anomenar amb les sigles LP (long-play), i a la varietat lingüística valenciana, elepé.
Un disc elapé sol constar d'unes deu cançons, tot i que depèn de llur longitud. També hi ha elapés fabricats en plàstic, alumini o altres materials. Normalment estan gravats a una velocitat de 33 i 1/3 o 16 rpm.
Els primers elapés es comercialitzaren cap a 1948. Aquest tipus de disc va ser la principal manera de publicar música gravada durant els anys 50, 60, 70 i 80 del segle xx.
A partir de mitjan anys 80, els elapés van començar a perdre protagonisme a costa dels discos compactes, més petits i resistents. Tot i que encara són cotitzats per col·leccionistes i per part d'alguns DJ, que argumenten que mesclen millor la música amb aquest format. La indústria parla d'un renaixement durable d'aquest format com a producte d'alta gama.